# Jackie Kottwitz
Jackie Kottwitz (frz. Jérôme K. Jérôme Bloche) ist eine frankobelgische Comicserie, die von Alain Dodier getextet und gezeichnet wird. Die Geschichten erscheinen seit 1982.

## Inhalt
Jackie Kottwitz ist ein junger Privatdetektiv in Paris. Er lebt in einfachen Verhältnissen und versucht gewitzt seine Fälle zu lösen, was ihm mehr oder weniger gut gelingt. Er hat gelegentlich schräge Marotten und ein liebevolles Umfeld, wie seine Freundin Babette oder der Lebensmittelhändler Burhan.

## Hintergrund
Die ersten beiden Geschichten wurden von Pierre Makyo und Serge Le Tendre getextet. Makyo textete noch Album Nr. 3 und 5, alle übrigen Geschichten wurden vom Zeichner Alain Dodier selbst getextet.

## Veröffentlichung
Die erste Geschichte erschien im Dezember 1982 im Sammelband Spirou-Album Nr. 4 und von da an regelmäßig vorab im Spirou-Magazin. Dessen Verlag Dupuis verlegt seit 1985 auch die Alben. 2007 erschienen vier kleinformatige Sammelbände mit dem Inhalt von 24 Alben in schwarzweiß. 2010 startete eine farbige Sammelband-Reihe, die jedoch nach drei Bänden eingestellt wurde.
In Deutschland erschienen die ersten vier Alben ab 1989 beim Carlsen Verlag und Band 5 beim Phoenix-Verlag (2000). Das 9. Album erschien in Fortsetzungen in ZACK (#105-107, März-Mai 2008). Diese Magazin-Veröffentlichung erfolgte im Gegensatz zu den Alben-Veröffentlichungen unter dem Originaltitel der Serie, Jerome K. Jerome Bloche. 2013 begann Finix Comics eine Gesamtausgabe mit Sammelbänden mit je drei Alben.
Weitere Ausgaben gab es auf Englisch bei IDW Publishing, auf Norwegisch bei Outland und auf Kroatisch bei Fibra.

## Albenausgaben
- 1982: L’Ombre qui tue – deutsch: Der mörderische Schatten
- 1985: Les Êtres de papier – deutsch: Ein rätselhafter Auftrag (1989), Ein tödliches Spiel (2013)
- 1986: À la vie, à la mort – deutsch: Vom Leben zum Tod (1990), Auf immer und ewig (2013)
- 1986: Passé recompos – deutsch: Späte Rache
- 1987: Le Jeu de trois – deutsch: Spiel zu dritt (2000), Der Dritte im Spiel (2013)
- 1989: Zelda – deutsch: Zelda
- 1991: Un oiseau pour le chat – deutsch: Leichte Beute
- 1992: Le Vagabond des dunes – deutsch: Das Geheimnis in den Dünen
- 1993: L’Absent – deutsch: Vermisst
- 1995: Un bébé en cavale – deutsch: Ein Baby büxt aus
- 1996: Le Cœur à droite – deutsch: Herz auf rechts
- 1997: Le Gabion – deutsch: Eingesperrt
- 1998: Le Pacte – deutsch: Der Pakt
- 2000: Un fauve en cage – deutsch: Ein Raubtier im Käfig
- 2001: La Comtesse – deutsch: Die Komtesse
- 2002: La Lettre – deutsch: Der Brief
- 2003: La Marionnette – deutsch: Die Marionette
- 2005: Un petit coin de paradis – deutsch: Ein kleines Stück vom Paradies
- 2006: Un chien dans un jeu de quilles – deutsch: Bei Anruf Mordauftrag
- 2007: Fin de contrat – deutsch: Im Visier
- 2009: Déni de fuite – deutsch: Fahrerflucht
- 2011: Mathias – deutsch: Mathias
- 2012: Post Mortem – deutsch: Post Mortem
- 2014: L’Ermite – deutsch: Der Eremit
- 2016: Aïna
- 2017: Le Couteau dans l’arbre - deutsch: Das Messer im Baum
- 2019: Contrefaçons - deutsch: Fälschungen
- 2022: Et pour le pire - deutsch: Bis das der Tod...
- 2024: Perpétuité - deutsch: Lebenslänglich